# やまや関西
やまや関西株式会社（やまやかんさい）は、イオングループに属する株式会社やまやの完全子会社で、西日本地域で酒類販売店「酒のやまや」を運営する企業である。宮城県仙台市宮城野区に本社を置く。

## 概要
2008年2月15日に大阪地方裁判所に民事再生法の適用を申請し、同日に保全命令を受けた株式会社前田が、同年6月24日にやまやとの間で事業譲渡に締結。株式会社前田を分割会社、新たにやまやの子会社として楽市株式会社（らくいち）を7月24日に設置して承継会社とし、10月1日に吸収分割が実施された。
2010年1月1日付で同じやまやグループのスピード株式会社（大阪府箕面市）を吸収合併し、やまや関西株式会社へと商号を変更した。
イオングループに属する為、トップバリュ商品の取り扱っている。
2017年3月9日付で本社所在地を大阪府箕面市より、親会社のやまやが本社を構える宮城県仙台市宮城野区のアゼリアヒルズに変更した。
2018年4月1日付で株式会社やまやが西日本地域で運営する43店舗を当社へ事業譲渡。既存の65店舗と合わせて計108店舗となった。

## 沿革
- 2008年（平成20年）
  - 7月24日 - 楽市株式会社を設立[広報 1]。
  - 10月1日 - 吸収分割が実施される。[要出典]
- 2010年（平成22年）1月1日 - スピード株式会社を吸収合併、やまや関西株式会社へ商号変更[広報 1]。
- 2017年（平成29年）
  - 3月9日 - 本社を宮城県仙台市宮城野区へ移転[広報 2]。
  - 12月31日 - 大阪府枚方市のスピード長尾谷店が閉店。これに伴い、店舗ブランドを「酒のやまや」に一本化する。[要出典]
- 2018年（平成30年）4月1日 - 親会社の株式会社やまやから西日本地域の43店舗の運営を承継[広報 3]。
- 2019年（令和元年）10月1日 - 2店舗の運営を会社分割（簡易分割）によりグループ会社のやまや東日本株式会社へ承継[広報 4]。

## 店舗
2023年3月末時点での店舗数は110店舗。
「スピード」の閉店により2018年1月までに全店舗が「酒のやまや」に転換・統一されている。

#### 広報資料・プレスリリースなど一次資料
1. 1 2 3 4 5 6 7 8 9 10 11 12  やまやグループ 株式会社やまや
2. 1 2  子会社の本店移転に関するお知らせ
3. 1 2  連結子会社への一部事業譲渡に関するお知らせ
4. ↑  『連結子会社との吸収分割（簡易分割・略式分割）及び連結子会社間の吸収分割（簡易分割）に関するお知らせ』（PDF）（プレスリリース）株式会社やまや、2019年8月21日。2022年1月21日閲覧。